# Михайлович, Ясмина
Ясми́на Миха́йлович (серб. Јасмина Михајловић) — сербская писательница, литературовед и литературный критик.
Родилась в городе Ниш в 1960 году. В 1987 году окончила филологический факультет Белградского университета. С 1987 года преподавала литературу в средней школе в Белграде. С 1989 по 1991 годы была сотрудником Института литературы и участником проекта «Сербская литературная критика» (серб. Српска књижевна критика). Вела колонки в журналах «Lisa», «Град», «Јасмин», «Fame».
Вдова Милорада Павича. В 2004 году вышла небольшая книга «Љубавни роман у две приче» (серб.), написанная Павичем и Ясминой Михайлович в соавторстве.
Произведения Михайлович переведены на английский, словацкий, украинский и греческий языки. На русский язык переведены романы «Парижский поцелуй», «Три стола».